# Tälje-Grössjön
Tälje-Grössjön är en sjö i Ånge kommun i Medelpad och ingår i Ljungans huvudavrinningsområde. Sjön har en area på 0,66 kvadratkilometer och ligger 376,1 meter över havet.

## Delavrinningsområde
Tälje-Grössjön ingår i det delavrinningsområde (694548-150090) som SMHI kallar för Inloppet i Nedertjärnen. Medelhöjden är 362 meter över havet och ytan är 18,23 kvadratkilometer. Räknas de 2 avrinningsområdena uppströms in blir den ackumulerade arean 52,87 kvadratkilometer. Täljeån som avvattnar avrinningsområdet har biflödesordning 2, vilket innebär att vattnet flödar genom totalt 2 vattendrag innan det når havet efter 107 kilometer. Avrinningsområdet består mestadels av skog (89 procent). Avrinningsområdet har 0,66 kvadratkilometer vattenytor vilket ger det en sjöprocent på 3,6 procent.